# Masurius Sabinus
Pour les articles homonymes, voir Sabinus.
Masurius Sabinus était un juriste romain ayant vécu à l'époque de Tibère. Il était d'origine plébéienne. À la mort de son maître Gaius Ateius Capito, en 22, il fut regardé comme le chef d'une école de jurisconsultes qui tira son nom de lui : l'école sabinienne (plus tard, on appela aussi cette école l'école cassienne). Il fut fait chevalier par Tibère à l'âge de 50 ans et vécut jusque sous Néron. Il est le premier à avoir été doté du ius publice respondendi sans avoir le rang de sénateur. Parmi ses ouvrages, on citera Libri tres iuris civilis (Trois Livres de droit civil), De Fastis et les Libri memorialium.